# Pyrgoides hamadryas
Pyrgoides hamadryas là một loài bọ cánh cứng trong họ Chrysomelidae. Loài này được Stal miêu tả khoa học năm 1860.